# Cards (Apple)
Cards era un'applicazione sviluppata dalla Apple Inc. per il sistema operativo iOS, con la quale si potevano inviare cartoline e biglietti di auguri con le proprie foto. È stata presentata il 12 ottobre 2011, in contemporanea al rilascio di iOS 5. L'applicazione è stata ritirata il 10 settembre 2013.

## Caratteristiche
Cards permetteva all'utente di creare cartoline scegliendo tra 21 modelli divisi in 6 categorie di occasioni: Ringraziamenti, Natale, Nascita, Compleanno, Amore e Viaggi. Utilizzando il modello ispirato ai viaggi, Cards includeva automaticamente sulla cartolina la posizione GPS in cui veniva stata scattata la foto.

## Spedizione
Al costo di € 4,49, l'applicazione permetteva di spedire la cartolina in qualsiasi parte del mondo. Una notifica avvertiva il mittente dell'avvenuta consegna.